# Rhassoul

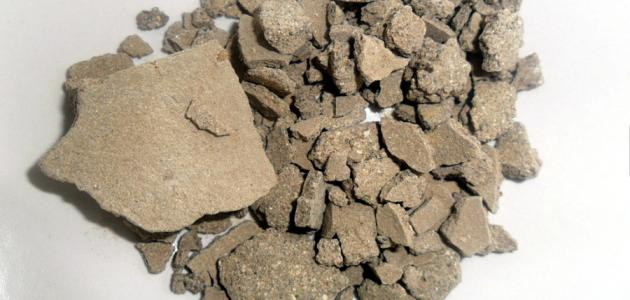
Campioni di Rhassoul

Rhassoul o ghassoul (in arabo الغاسول‎?, l-ġasul) è un'argilla minerale naturale dal colorazione gialla usata come cosmetico estratto dalle Montagne dell'Atlante del Marocco (da cui prende il nome). È mischiato con acqua per pulire il corpo ed è stato usato per secoli dalle donne del Nord Africa per curare la pelle e i capelli. Il Rhassoul contiene silicio, ferro, magnesio, potassio, sodio, litio ed elementi in tracce.

## Utilizzo
L'uso del Rhassoul è datato sin dall'ottavo secolo. Oggi il Rhassoul è principalmente usato negli Hammam Marocchini e nei Bagni Turchi spesso con un guanto od il "kessa". Il Rhassoul è usato come maschera facciale o cataplasma sul corpo, simile al metodo occidentale della copertura con fango. Destinato ad ammorbidire la pelle, ridurre la secrezione sebacea, rigenerare la pelle rimuovendo le cellule morte e riequilibrando la pelle restringendo i pori.
L'Argilla Rhassoul è anche usata per lavare i capelli, è un valido sostituto naturale dello shampoo (se usato insieme al sapone o con saponi che lo hanno come ingrediente) ed in più è utile alla prevenzione della forfora ed al nutrimento del cuoio capelluto. È consigliato usarla con oli naturali od usare oli dopo aver lavato i capelli.
"Il Rhassoul da solo non sostituisce lo shampoo, ma può essere usato sui capelli grassi due volte a settimana ed una volta su capelli secchi.
Non avrà alcun effetto su capelli tinti."